# Andrzej Wójcik (pisarz)
Andrzej Wójcik (ur. 14 października 1952 w Radomiu) – polski pisarz, wydawca, tłumacz, działacz fandomu, współzałożyciel Ogólnopolskiego Klubu Miłośników Fantastyki i Science Fiction.

## Życiorys
W 1976 r. kończył polonistykę na Uniwersytecie Warszawskim. Odbył studia doktoranckie na wydziale filologii polskiej UW oraz studia w zakresie zarządzania kulturą. Był działaczem studenckiego ruchu kulturalnego, czterokrotnym zdobywcą nagrody „Czerwonej Róży”, laureatem V Festiwalu Kultury Studentów. W latach 1971–1982 działacz ruchu studenckiego – był m.in. kierownikiem klubu studenckiego „UBAB” w Warszawie, członkiem komisji kultury Rady Okręgowej SZSP w Warszawie, członkiem Komisji Kultury RN SZSP. Za zasługi dla kultury studenckiej odznaczony w 1980 r. srebrną odznaką SZSP, a w kwietniu 2011 r. honorowym medalem za zasługi dla ruchu studenckiego przyznawanym przez Ogólnopolską Komisję Historyczną Zrzeszenia Studentów Polskich.

### Działalność na polu fantastyki
W 1975 r. wraz z Markiem Englenderem, Otomarem Karwowskim, Andrzejem Pruszyńskim i Markiem Nowowiejskim założył Ogólnopolski Klub Miłośników Fantastyki i Science Fiction – w latach 70. i na początku lat 80. największą tego typu organizację w Europie Wschodniej. W latach 1976–1980 był wiceprezesem, a w latach 1980–1981 prezesem ZG OKMFiSF. W latach 1982–1986 działacz międzynarodowego ruchu SF. Był między innymi Sekretarzem Generalnym Europejskiego Stowarzyszenia SF, członkiem World SF Association, jako jeden z trzech polskich twórców (obok Stanisława Lema i Konrada Fiałkowskiego) należał do Science Fiction Writers of America.
Jest laureatem czterech nagród Europejskiego Stowarzyszenia SF w dziedzinie edytorstwa (1981 Stresa, Włochy, 1982 Mönchengladbach, RFN, 1984 Ljubljana, Jugosławia za serię Fantazja–Przygoda–Rozrywka redagowaną w KAW oraz w 1984 r. w Lublanie za „Fantastykę”). W 2007 r., z okazji 25-lecia "Fantastyki" i "Nowej Fantastyki", jako jeden z dawnych redaktorów Fantastyki, otrzymał odznaczenie „Zasłużony dla Kultury Polskiej”.

### Wydawca
Od 1976 r. pracował jako redaktor, a następnie kierownik redakcji SF w Krajowej Agencji Wydawniczej. W 1982 r. wraz z redaktorem naczelnym Adamem Hollankiem, Jackiem Rodkiem, Tadeuszem Markowskim i Andrzejem Krzepkowskim pracował przy zakładaniu miesięcznika "Fantastyka", a następnie w latach 1982–1984 był w nim zastępcą redaktora naczelnego. W 1984 wrócił do KAW. W latach 1986–87 prowadził zajęcia na wydziale Dziennikarstwa i Nauk Politycznych UW. W 1987 przeszedł do pracy w Spółdzielni Pracy Dziennikarzy Presspol. Równolegle w okresie 1988−1989 pełnił obowiązki kierownika działu w tygodniku „Kultura”. W latach 1989–1997 był dyrektorem-redaktorem naczelnym Agencji Praw Autorskich i Wydawnictwa INTERART i w latach 1991–1992 prezesem Interart International w Chicago; w latach 1997−2000 koordynatorem programu PHARE-Wydawnictwa i dyrektorem Wydawnictwa Samorządowego Fundacji Rozwoju Demokracji Lokalnej, a także od 1998 do 2000 r. dyrektorem Instytutu Rozwoju Społeczeństwa Obywatelskiego, w latach 2000−2003 zastępcą redaktora naczelnego, a następnie redaktorem naczelnym DW Bellona, w latach 2004–2006 prezesem i redaktorem naczelnym Ludowej Spółdzielni Wydawniczej, w latach 2007–2011 był redaktorem naczelnym wydawnictwa Verbinum. W swoim dorobku edytorskim, liczącym ponad 1500 tytułów, ma między innymi sztandarowe edycje dzieł zebranych Hansa Hellmuta Kirsta (72 tomy), Siegfrieda Lenza, Maxa Frischa, Stanisława Lema, Joanny Chmielewskiej, Alistaira MacLeana, a także dwa tomy Wielkiej Encyklopedii Powstania Warszawskiego.
W 1991 r. wspólnie z Andrzejem Frukaczem zorganizował I Targi Polskiej Książki w Chicago i w Nowym Jorku - największą po II wojnie światowej prezentację dorobku polskiego ruchu edytorskiego na terenie USA.

### Twórczość literacka
Debiutował w 1976. Jest autorem kilkuset artykułów krytycznoliterackich oraz książek krytycznoliterackich, które stanowią jedno z pierwszych (choć szkicowe) krytycznoliterackie spojrzenie na tematykę fantastyki naukowej w Polsce. Współautor powieści Obszar nieciągłości (wspólnie z Andrzejem Krzepkowskim) tłumaczonej na kilka języków obcych oraz kilku antologii SF. Autor słuchowisk, scenariuszy filmowych i widowisk telewizyjnych. Spod jego pióra wyszły przedmowy do wznowień wielu klasycznych pozycji polskiej SF. Autor tekstu do albumu Romana Kirilenki Tunezja.
W latach osiemdziesiątych przetłumaczył kilka znaczących publikacji z dziedziny SF z niemieckiego i angielskiego obszaru językowego (m.in. Erika Simona, Carlosa Rascha, G.R.R. Martina). W 2017 r. opublikował nakładem DW Bellona zbiór wywiadów z polskimi Sprawiedliwymi wśród Narodów Świata, zatytułowany Dwunastu Sprawiedliwych.

### Działalność społeczna
W 1988 r. był współzałożycielem i do 1993 r. członkiem zarządu Fundacji im. gen. Władysława Sikorskiego, której celem było m.in. sprowadzenie prochów generała Władysława Sikorskiego do ojczyzny. Za opracowania publikacji na temat działań powstańczych podczas Powstania warszawskiego odznaczony honorowym medalem Zgrupowania „Chrobry” (2003). W latach 2001–2004 członek Akademii Newsweeka przyznającej Nagrodę Podporiusza, od 2005 r. członek Kapituły Nagrody Potoka przyznawanej przez Ogólnopolską Komisję Historyczną Ruchu Studenckiego. Od 2006 r. współpracuje ze Spółdzielczym Instytutem Badawczym Krajowej Rady Spółdzielczej. Jest współautorem przedsięwzięć dotyczących spółdzielczości i ruchu spółdzielczego w Polsce, redaktorem „Zeszytów Szkoleniowych” Krajowej Rady Spółdzielczej. Od czerwca 2010 do czerwca 2013 r. był członkiem rady nadzorczej SBM Ruda w Warszawie.
Udziela się na rzecz osób z niepełnosprawnościami i wykluczonych – w latach 2006-2013 był Prezesem Zarządu Fundacji Pomocy Osobom Starszym i Niepełnosprawnym „Zawsze Potrzebni” w Warszawie. We wrześniu 2010 r. był współorganizatorem I Festiwalu „Sztuka Integracji” w Warszawie. Festiwal na stałe wpisał się w kalendarz imprez - kolejne edycje odbyły się: we wrześniu 2012 r. (Warszawa, Łódź), we wrześniu 2012 r. (Warszawa, Konstancin, Sulejówek). W sierpniu 2011 r. kierowana przez niego fundacja powołała do życia Centrum Sztuki Integracji - społeczną instytucję kulturalną realizująca na co dzień idee festiwalu. Pierwszą czynną placówką Centrum jest Galeria Cytadela - zlokalizowana w Bramie Bielańskiej Cytadeli Aleksandrowskiej galeria sztuki.
Od 2010 r. współpracuje stale z Radiem Warszawa. Jest współtwórcą emitowanych co tydzień audycji „Damy radę”.
Z okazji Święta Niepodległości w listopadzie 2011 r. został uhonorowany dyplomem uznania Marszałka Województwa Mazowieckiego za działalność na rzecz upowszechniania wiedzy historycznej.

## Twórczość

### Prace krytycznoliterackie
- Okno Kosmosu: wybrane zagadnienia topiki polskiej prozy fantastyczno-naukowej (KAW, 1979)
- Budowniczowie gwiazd t. 1 (współaut. Marek Englender) (KAW, 1980)
- Wizjonerzy i szarlatani (KAW, 1987)

### Literatura piękna
- Obszar nieciągłości (współaut. Andrzej Krzepkowski,  KAW, 1979)

### Inne
- Odkrywanie planety (antologia, OKMFiSF, 1977)
- Wytrzymać ciszę (antologia, OKMFiSF, 1978)
- Spotkanie w przestworzach t. 1-7 (antologie, KAW, 1982-1989)
- Dwunastu Sprawiedliwych (Bellona, 2017)

Źródło: Niewiadowski, Smuszkiewicz: Leksykon polskiej literatury fantastycznonaukowej